# Age of Wonders
Age of Wonders (auf Deutsch etwa Zeitalter der Wunder) ist eine Computerspielreihe des niederländischen Spieleentwicklers Triumph Studios. Die rundenbasierten Fantasy-Strategiespiele der Reihe stehen in der Tradition von Master of Magic.

## Spiele

### Age of Wonders
Das Fantasy-Strategiespiel mit Rollenspielelementen wurde im 1997 in den USA und 1999 weltweit veröffentlicht. Es wird rundenweise gespielt und bietet neben der Einzelspieler-Kampagne LAN- sowie E-Mail-Spiel-Unterstützung. Das Spiel kann zusätzlich zum traditionellen (klassischen) Spielmodus in einem weiteren simultanen Modus gespielt werden, in dem die Spieler ihre Einheiten zur gleichen Zeit bewegen können. Beide Modi sind rundenbasiert.
Das Spiel ist eingebettet in eine Geschichte, die besagt, dass das Reich der Elfen mit dem Tal der Wunder als Hauptstadt durch die Menschen erobert und zerstört wurde. Der Elfenkönig Inioch wurde dabei getötet. Seine beiden Kinder, Tochter Julia und Sohn Meandor, überleben. Nachdem sie erwachsen geworden sind, führen beide zwei unterschiedliche Gruppierungen an: Julia die Wächter, die eine Aussöhnung mit den Menschen möchten, und Meandor den Kult der Stürme, der die Menschen aus dem Tal der Wunder wieder vertreiben und sie vernichten möchte.
Im Kampagnenmodus kann sich der Spieler für eine der beiden Gruppierungen entscheiden. Über jeweils zwölf Level kann er seiner Gruppierung zum Sieg verhelfen, dabei sind jeweils alternative Wege und Ausgänge möglich. Neben der Kampagne können 22 Szenarien auf verschieden gestalteten Karten mit unterschiedlichen vorgegebenen Völkern gespielt werden. Der Spieler erkundet eine Karte, die aus bis zu drei Ebenen bestehen kann. Auf dieser Karte befinden sich Städte unterschiedlicher Größe, die erobert werden können und Völker, die besiegt werden müssen. Der Spieler kann zu Beginn des Spiels seine Hauptfigur (Held) gestalten. Dabei kann er zwischen zwölf Völkern wählen, vier gute (Elfen, Halblinge, Zwerge und Hünen), vier böse (Dunkelelfen, Goblins, Orks und Untote) sowie neutrale (Menschen, Echsen, Azrak und Frostlinge). Jedes Volk hat zwölf unterschiedlichen Einheiten zur Verfügung. Einheiten können in den Städten erbaut werden. Die Hauptfigur kann durch das Sammeln von Erfahrung aufgewertet werden. Zusätzlich kann Magie erforscht werden, die aus verschieden sich ausschließenden Bereichen stammt (Feuer und Wasser, Luft und Erde sowie Leben und Tod). Die Magie kann global, im Gefecht und bezogen auf Einheiten eingesetzt werden.

### Age of Wonders II: Der Zirkel der Zauberer
Age of Wonders II erschien in Deutsch am 27. Juni 2002 und läuft auf allen Windows-Betriebssystemen.
Im Mittelpunkt steht die Fantasiewelt des „Gesegneten Kontinents“, auf dem Elfen, Dunkelelfen (böse Elfen), Zwerge, Orks, Halblinge (Hobbits), Goblins, Frostlinge (im Eis lebende Goblins), Untote, Archonier, Tigraner (Katzenmenschen), Drakonier (Drachenmenschen) und natürlich Menschen leben, die von ihren jeweiligen Zauberern angeführt werden. Der Spieler übernimmt die Rolle von einem dieser Magier und muss seine Städte ausbauen, neue Städte erobern oder gründen, neue Zauberformeln erforschen, Helden und Armeen rekrutieren, mit diesen die Landkarte (Ober- und Unterwelt) erforschen, mit den anderen Zauberern diplomatisch verhandeln oder sie bekriegen.
Das Zeitalter der Elfen war zu Ende, und das Zeitalter der Menschen sollte beginnen. Doch der Übergang wurde zu einer Katastrophe und brachte die junge Menschheit an den Rand der Auslöschung. Um die Menschen zu retten, sammelte Julia, die Tochter des bei dem Übergang umgekommenen Obersten Elfs, Truppen des Lichts um gegen ihren Bruder Meandor und ihren untoten Vater, die ein Heer des Bösen um sich gesammelt hatten, zu kämpfen. Nachdem Julia gesiegt hatte übernahmen mächtige Zauberer die Macht und stürzten die Welt in einen Zustand des Chaos. Die Menschen, die vor den Zauberern flohen, scharten sich um Merlin (dessen Rolle man in den Kampagnen übernimmt), der von dem Behüter der Magie, Gabriel, auserwählt wurde um der Menschheit an die Macht zu helfen. Doch die anderen Zauberer wollen dies um jeden Preis verhindern.
Eine Besonderheit an Age of Wonders II ist die aus Sechsecken aufgebaute Einteilung der Karten. Dadurch kann man von einem in jedes der sechs angrenzenden Felder ziehen. Im Gegensatz zu ähnlich aufgebauten Strategiespielen wie Civilization bestehen die Schlachten nicht einfach aus einem automatisch berechneten und animierten Zusammentreffen von Einheitssymbolen, sondern aus Schlachten von bis zu 56 Einheiten. Dies verleiht dem Spiel einen besonderen taktischen Tiefgang. Es gibt zwölf Völker mit über 130 verschiedenen Einheiten und 100 Zauberformeln aus sieben unterschiedlichen Bereichen (Sphären). Die Kampagne umfasst 20 Szenarios und unzählige Zusatzkarten.
Mit dem Spiel wird auch ein benutzerfreundlicher Editor geliefert, mit dem man sich seine ganz persönliche Karte oder Helden erschaffen (oder bereits Existierende verändern) kann, die sofort spielbar sind. Das Onlinespiel wurde über Gamespy international koordiniert.

### Age of Wonders: Shadow Magic
Age of Wonders: Shadow Magic (kurz AoW:SM) war ursprünglich als Add-on zum zweiten Teil geplant, wurde 2003 aber als allein lauffähige Version veröffentlicht.
Shadow Magic bietet mit den Nomaden, Schattendämonen und Syron drei weitere Völker zusätzlich zu den aus Teil 1 bekannten. Das Spiel verfügt über eine Welt auf drei verschiedenen Ebenen, der Oberwelt, der Unterwelt und der Schattenwelt. Einige Szenarien können nur die Oberwelt enthalten, da die Unterwelt und die Schattenwelt optional sind.
Inoffiziell wird und wurde das Spiel (2005) von der internationalen Fangemeinde durch ein Update (V.1.4) weiterentwickelt.

### Age of Wonders III
Nach zehn Jahren wurde am 6. Februar 2013 eine weitere Fortsetzung von Age of Wonders angekündigt. Das Spiel erschien am 31. März 2014. Am 18. September 2014 erschien die erste Erweiterung Golden Realms, am 14. April 2015 die zweite Erweiterung Eternal Lords.

### Age of Wonders: Planetfall
Mitte 2015 begann die Entwicklung des fünften Teils der 1999 gestarteten Spielereihe. Es ist das erste Produkt der Zusammenarbeit von Triumph Studios mit Paradox Interactive, welche das Studio im Jahr 2017 aufgekauft haben. Das Fantasy-Setting der Age-of-Wonders-Reihe wurde für ein Sci-Fi-Setting größtenteils aufgegeben, da das Team mit neuen Themen und Ideen experimentieren wollte und seit dem ersten Age-of-Wonders-Titel nur an Fantasy-Spielen gearbeitet hatte. Die erweiterte Diplomatie wurde von den großen Strategiespielen der Paradox Development Studios inspiriert. Das Team versuchte jede Fraktion einzigartig zu machen, indem es ihnen verschiedene Gameplay-Vorteile und -Funktionen gab. Triumph Studios fand es zunächst schwierig das Spiel zu erschaffen, bis sie sich auf das Konzept der „Star Union“ einließen, die alle Fraktionen und Einheiten als ihren gemeinsamen Ursprung zusammenbrachte. Für die Entwicklung der Hintergrundstory des Spiels dienten die Handlungen von Star Wars, Fallout und Hyperion als Inspirationen.
Das Spiel wurde am 19. Mai 2018 von Paradox Interactive angekündigt und am 6. August 2019 veröffentlicht. Es können die Deluxe Edition, die mehrere neue Kosmetika enthält, und die Premium Edition, die zusätzlich den Zugriff auf drei Erweiterungspakete nach der Veröffentlichung enthält, erworben werden.
Taktische rundenbasierte Sci-Fi-Kämpfe, vielfältige Science-Fiction-Welt, planetares Imperium (Star Union), verschiedene Sieg-Möglichkeiten, zahlreiche Spielmodi mit zufällig generierten Karten und tiefgreifender Einzelspieler-Kampagne, Gefechtsmodus oder Multiplayer-Modus online, Hot Seat und asynchron. In Teilen bestehen Ähnlichkeiten zu Civilization, XCOM und Heroes of Might and Magic.

### Age of Wonders 4
Age of Wonders 4 ist ein PC-Spiel des niederländischen Entwicklers Triumph Studios aus dem Jahr 2023. Es handelt von den Kämpfen verschiedener Zaubererfürsten untereinander. Im Gegensatz zu den Vorgängern wird erstmals die zentrale Welt „Athla“ verlassen und es ist möglich, auf mehreren Welten zu spielen.
Nachdem am Ende des dritten Teils ein Portal zu fremden Welten geöffnet wurde, erlebt die Welt Athla eine Invasion der in Teil 2 gebannten Zauberer. Diese sind in Fraktionen aufgeteilt in der Welt „Magehaven“ als sogenannte „Godir“ wirksam. Von dort aus reisen sie in neue Welten.
Es erschienen mehrere Erweiterungen für das Spiel.

## Rezeption
| Spiel                                      | Metacritic                          |
| ------------------------------------------ | ----------------------------------- |
| Age of Wonders                             | –                                   |
| Age of Wonders II: Der Zirkel der Zauberer | 86/100                              |
| Age of Wonders: Shadow Magic               | 82/100                              |
| Age of Wonders III                         | 80/100                              |
| Age of Wonders III: Golden Realms          | 82/100                              |
| Age of Wonders III: Eternal Lords          | 80/100                              |
| Age of Wonders: Planetfall                 | PC: 81/100 PS4: 78/100 XONE: 85/100 |
| Age of Wonders 4                           | PC: 83/100 XBSX: 76/100             |

### Vergleich mit Heroes of Might and Magic
Gegenüber dem sehr populären Heroes of Might and Magic ist Age of Wonders taktisch und strategisch sehr viel tiefergehender (mehr Einheiten, mehr Helden, größere Schlachten, größerer Terraineinfluss auf Schlachten, mehr Völker, weniger Mikromanagement in Form von fehlendem Abklappern von Ressourcepunkten in einer Spielwoche uvm.) und dabei einsteigerfreundlicher, aber nur einem kleineren Publikum bekannt. Dies liegt u. a. darin, dass Heroes of Might and Magic bereits seit 1990 auf dem Markt und 2006 mit einem fünften Teil zuzüglich mehreren Add-ons erschienen ist. Einen weiteren Popularitätsschub erhielt Heroes of Might and Magic durch die Verwendung als LAN-Turnier-Spiel in den USA. Allerdings hat die Age-of-Wonders-Reihe davon profitiert, dass die beiden letzten HoMM-Teile bei Fans nicht so gut ankamen wie etwa der 3. Teil.
Weitere verwandte Spiele sind Warlords, Disciples und Master of Magic.